# Libanonberget (guvernement)
Libanonberget är ett av Libanons totalt åtta guvernement, beläget i landets västra del. Guvernementet har fått sitt namn från bergskedjan med samma namn och sträcker sig längs stora delar av Libanons Medelhavskust. Libanonberget består av sex distrikt. Antal invånare i distriktet var 1 802 238 personer 31 december 2017.